# Меморіал жертвам комунізму (Прага)

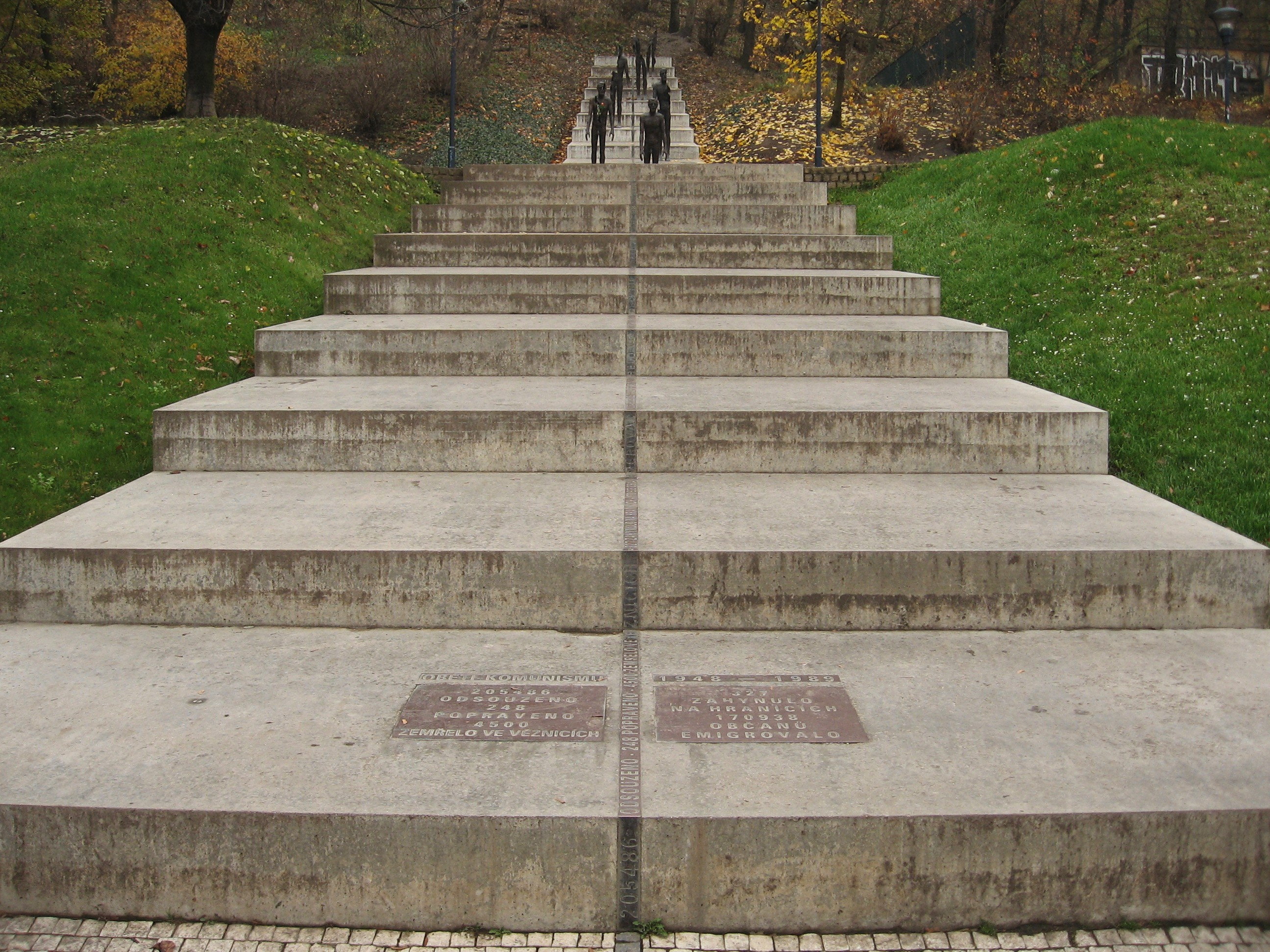
Меморіал жертвам комунізму

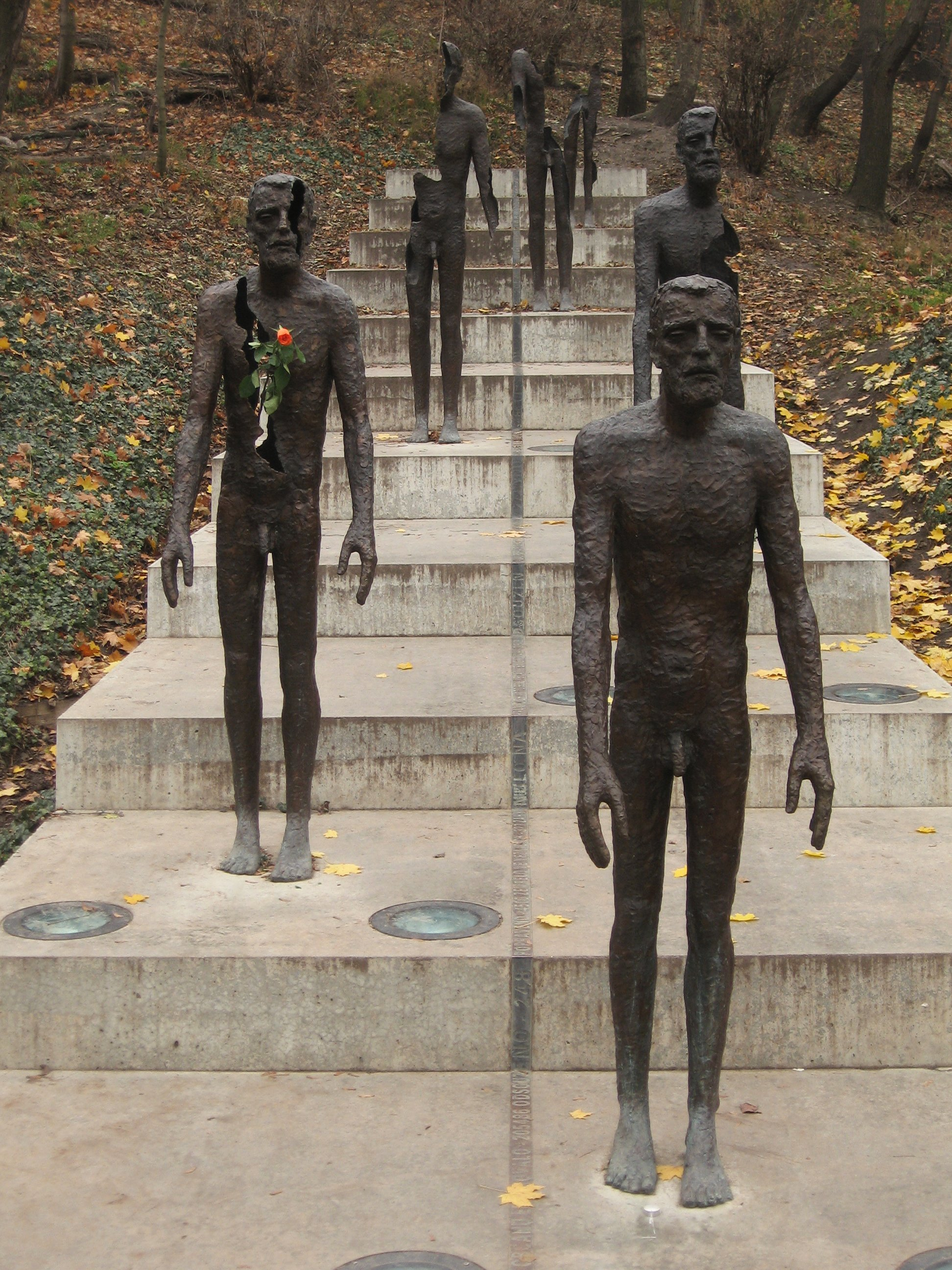
Персонажі меморіалу

Меморіал жертвам комунізму (чеськ. Pomnik obětem komunismu) — скульптурна композиція у Празі, присвячена всім жертвам комуністичного режиму, не тільки тим, які були кинуті до в'язниць або страчені, але також тим, чиє життя було зруйновано тоталітарним деспотизмом.
Пам'ятник розташований в історичній частині міста — на найвідомішій празькій горі Петршині.
Автор меморіалу — скульптор Олбрама Зоубек. У створенні концепції меморіалу також брали участь архітектори Ян Керел та Зденек Гельзл. Меморіал розташований на масивних сходах звужених у верхній частині, що спускаються зі східного схилу пагорба Петршин. Композиція складається з семи чоловічих скульптур, що спускаються сходами. Нижня статуя ціла, інші поступово «руйнуються», у них утворюються розломи, зникають кінцівки… Це символізує собою не тільки фізичні та психічні страждання жертв політичних репресій комуністичного режиму, але також їх мужність та стійкість.
У нижній частині сходів металеві пластини з написом: «Жертвам комунізму 1948—1989:
- 205 486 — засуджено
- 248 — страчено
- 4 500 — загинули в тюрмах
- 327 — вбито на кордоні
- 170 938 — змушені виїхати.»

Та ж інформація зазначена на бронзовій смузі, яка проходить через весь меморіал.
Встановленню меморіалу передували дискусії щодо коректності процедури відбору та адекватності вартості його будівництва.
Відкрили меморіал 22 травня 2002 року представники Конфедерації політичних в'язнів та Празької мерії.
Меморіал став предметом неодноразових нападів. Невідомий чоловік 21 серпня 2003 року обмотав фігури червоною стрічкою зі зневажливими знаками. Кілька місяців по тому, 9 листопада 2003 р. одна зі статуй була пошкоджена двома вибухами. Автор серії вибухів Володимир Штепанек (помер 29 грудня 2003 р. від отриманих травм, викликаних власним невдалим вибухом пам'ятника примирення на Маунтін Біч поблизу Тепліце).